# Prima Categoria Calabria 1965-1966
Il campionato di calcio di Prima Categoria 1965-1966 è stato il V livello del campionato italiano. A carattere regionale, fu il settimo campionato dilettantistico con questo nome dopo la riforma voluta da Zauli del 1958.
Questi sono i gironi organizzati della regione Calabria.

## Girone A

### Squadre partecipanti
| Squadra                    | Città (provincia)          | Stagione precedente |
| -------------------------- | -------------------------- | ------------------- |
| A.C.L.I. Paola             | Paola (CS)                 |                     |
| A.C. Amantea               | Amantea (CS)               |                     |
| Soc. La Sportiva Cariatese | Cariati (CS)               |                     |
| U.S. Castrovillari         | Castrovillari (CS)         |                     |
| A.S. Corigliano            | Corigliano Calabro (CS)    |                     |
| A.S. Cotronei              | Cotronei (CZ)              |                     |
| A.S. Cremisa               | Cirò Marina (CZ)           |                     |
| A.C. Emilio Morrone        | Cosenza                    |                     |
| O.F.A.M. Crotone           | Crotone (CZ)               |                     |
| U.S. Praia                 | Praia a Mare (CS)          |                     |
| Pol. Rossanese             | Rossano (CS)               |                     |
| Pol. Sandemetrese          | San Demetrio Corone (CS)   |                     |
| U.S. Schiavonea            | Corigliano Calabro (CS)    |                     |
| S.S. La Silana             | San Giovanni in Fiore (CS) |                     |
| S.S. Trebisacce            | Trebisacce (CS)            |                     |
| U.S. Vigor Nicastro        | Nicastro (CZ)              |                     |

### Classifica
|  | Pos. | Squadra               | Pt  | G   | V   | N   | P   | GF  | GS  | DR  |
|  | ---- | --------------------- | --- | --- | --- | --- | --- | --- | --- | --- |
|  | 1.   | Vigor Nicastro        | 48  | 30  | 21  | 6   | 3   | 73  | 11  | +62 |
|  | 2.   | Morrone Cosenza       | 45  | 30  | 18  | 9   | 3   | 58  | 21  | +37 |
|  | 3.   | Corigliano            | 44  | 30  | 18  | 8   | 4   | 70  | 17  | +53 |
|  | 4.   | Castrovillari         | 40  | 30  | 14  | 12  | 4   | 58  | 26  | +32 |
|  | 5.   | Silana                | 33  | 30  | 11  | 11  | 8   | 43  | 32  | +11 |
|  | 5.   | Sandemetrese          | 33  | 30  | 13  | 7   | 10  | 53  | 48  | +5  |
|  | 7.   | Trebisacce            | 32  | 30  | 13  | 6   | 11  | 55  | 41  | +14 |
|  | 7.   | Corigliano Schiavonea | 32  | 30  | 13  | 6   | 11  | 49  | 50  | -1  |
|  | 9.   | O.F.A.M. Crotone      | 27  | 30  | 11  | 5   | 14  | 43  | 60  | -17 |
|  | 10.  | A.C.L.I. Paola        | 26  | 30  | 8   | 10  | 12  | 35  | 35  | 0   |
|  | 10.  | Rossanese             | 26  | 30  | 10  | 6   | 14  | 38  | 39  | -1  |
|  | 12.  | La Sportiva Cariatese | 23  | 30  | 7   | 9   | 14  | 30  | 62  | -32 |
|  | 13.  | Praia                 | 21  | 30  | 8   | 5   | 17  | 32  | 59  | -27 |
|  | 14.  | Amantea (-1)          | 20  | 30  | 8   | 5   | 17  | 42  | 66  | -24 |
|  | 15.  | Cremissa              | 14  | 30  | 5   | 4   | 21  | 26  | 75  | -49 |
|  | 16.  | Cotronei (-7)         | 8   | 30  | 5   | 5   | 20  | 19  | 79  | -60 |
|  |      |                       | 472 | 480 | 183 | 114 | 183 | 724 | 721 |     |

Legenda:
      Ammesso agli spareggi promozione.
      Retrocesso in Seconda Categoria.
Regolamento:
Due punti a vittoria, uno a pareggio, zero a sconfitta.
Pari merito in caso di pari punti.
Note:
Amantea ha scontato 1 punto di penalizzazione in classifica per una rinuncia.
Cotronei penalizzato di 7 punti in classifica.

## Girone B

### Squadre partecipanti
| Squadra               | Città (provincia)                       | Stagione precedente |
| --------------------- | --------------------------------------- | ------------------- |
| A.C. Bagnarese        | Bagnara Calabra (RC)                    |                     |
| A.S. Catona           | Reggio Calabria (Quart. Catona)         |                     |
| A.S. Cittanovese      | Cittanova (RC)                          |                     |
| U.S. Gioiese          | Gioia Tauro (RC)                        |                     |
| U.S. Gioiosa Jonica   | Gioiosa Jonica (RC)                     |                     |
| Juve Palmi            | Palmi (RC)                              |                     |
| A.S. Libertas Rosarno | Rosarno (RC)                            |                     |
| S.S. Nuova Vibonese   | Vibo Valentia (CZ)                      |                     |
| Olimpia Sala          | Catanzaro (Quart. Sala)                 |                     |
| U.S. Polistena        | Polistena (RC)                          |                     |
| U.S. Pro Pellaro      | Reggio Calabria (Quart. Pellaro)        |                     |
| A.S. Roccella         | Roccella Jonica (RC)                    |                     |
| S.C. Sambiase         | Sambiase (CZ)                           |                     |
| A.S. Santa Caterina   | Reggio Calabria (Quart. Santa Caterina) |                     |
| U.S. Soverato         | Soverato (CZ)                           |                     |
| U.S. Villese          | Villa San Giovanni (RC)                 |                     |

### Classifica
|  | Pos. | Squadra          | Pt  | G   | V   | N   | P   | GF  | GS  | DR  |
|  | ---- | ---------------- | --- | --- | --- | --- | --- | --- | --- | --- |
|  | 1.   | Polistena        | 46  | 30  | 21  | 4   | 5   | 66  | 26  | +40 |
|  | 2.   | Pro Pellaro      | 43  | 30  | 17  | 9   | 4   | 53  | 23  | +30 |
|  | 3.   | Gioiese          | 41  | 30  | 16  | 9   | 5   | 61  | 26  | +35 |
|  | 4.   | Bagnarese        | 39  | 30  | 14  | 11  | 5   | 41  | 24  | +17 |
|  | 5.   | Santa Caterina   | 38  | 30  | 16  | 6   | 8   | 51  | 28  | +23 |
|  | 5.   | Villese          | 38  | 30  | 14  | 10  | 6   | 46  | 25  | +21 |
|  | 7.   | Nuova Vibonese   | 37  | 30  | 15  | 7   | 8   | 35  | 25  | +10 |
|  | 8.   | Cittanovese      | 35  | 30  | 14  | 7   | 9   | 56  | 38  | +18 |
|  | 9.   | Gioiosa Jonica   | 27  | 30  | 12  | 3   | 15  | 39  | 49  | -10 |
|  | 10.  | Soverato         | 26  | 30  | 9   | 8   | 13  | 43  | 54  | -11 |
|  | 11.  | Catona           | 25  | 30  | 10  | 5   | 15  | 36  | 46  | -10 |
|  | 12.  | Roccella         | 21  | 30  | 7   | 7   | 16  | 36  | 56  | -20 |
|  | 12.  | Sambiase         | 21  | 30  | 8   | 5   | 17  | 30  | 62  | -32 |
|  | 14.  | Juve Palmi       | 21  | 30  | 7   | 7   | 16  | 35  | 56  | -21 |
|  | 15.  | Libertas Rosarno | 12  | 30  | 3   | 6   | 21  | 41  | 87  | -46 |
|  | 16.  | Olimpia Sala     | 10  | 30  | 2   | 6   | 22  | 26  | 70  | -44 |
|  |      |                  | 480 | 480 | 185 | 110 | 185 | 695 | 695 | 0   |

Legenda:
      Ammesso agli spareggi promozione.
      Retrocesso in Seconda Categoria.
Regolamento:
Due punti a vittoria, uno a pareggio, zero a sconfitta.
Pari merito in caso di pari punti.

## Spareggi promozione
|                | Risultato |                | Luogo e data          |
| -------------- | --------- | -------------- | --------------------- |
| Polistena      | ? - ?     | Vigor Nicastro | Polistena, ?? ?? 1966 |
|                |           |                |                       |
| Vigor Nicastro | ? - ?     | Polistena      | Nicastro, ?? ?? 1966  |
|                |           |                |                       |

### Libri
- Annuario F.I.G.C. 1965-1966, Roma (1966) conservato presso:
  - tutti i Comitati Regionali F.I.G.C.-L.N.D.;
  - la Lega Nazionale Professionisti;
  - la Biblioteca Nazionale Centrale di Firenze;
  - la Biblioteca Nazionale Centrale di Roma;

### Giornali
- Archivio della Gazzetta dello Sport, anni 1965 e 1966, consultabile presso le Biblioteche:
  - Biblioteca Nazionale Braidense di Milano;
  - Biblioteca Nazionale Centrale di Firenze;
  - Biblioteca Nazionale Centrale di Roma;
  - Biblioteca Civica Berio di Genova;
  - e presso Emeroteca del C.O.N.I. di Roma (non è online ma è da consultare in sede).